# Огрины
О́грины (англ. Ogryn) — люди огромного роста и физической силы, часто ошибочно относимые к мутантам, научно-фантастический эквивалент характерных для фэнтези-сеттингов огров. Образ огринов был создан компанией Games Workshop специально для варгейма Warhammer 40,000 и впоследствии стал одним из неотъемлемых элементов вымышленной вселенной данной игры.

## История
Появившиеся в первой редакции настольного варгейма Warhammer 40,000 в 1987 году, отряды огринов (англ. Ogryn Squads) присутствовали в качестве боевых единиц во всех последующих редакциях игры и до настоящего времени остаются неотъемлемой частью игровой армии Имперской Гвардии. В различных редакциях игровые свойства огринов подвергались некоторым изменениям (так, в первой редакции имел место упразднённый впоследствии 1%-шанс для игрока получить при вводе в игру обычного огрина его усиленный вариант с псионическими способностями, а в каждой последующей редакции подвергался изменениям состав вооружения и экипировки отряда), однако существенных изменений они не претерпели.
В 2007 году фирмой Forge World (дочерняя фирма компании Games Workshop) было выпущено расширение стандартных правил для игры под названием The Siege of Vraks, в рамках которого были выпущены миниатюры огринов-берсеркеров (англ. Ogryn Berserkers) сил Хаоса и правила для них.
Помимо основного варгейма, огрины также фигурируют в качестве боевых единиц в настольной игре Epic.

### Компьютерные игры
Первой компьютерной игрой, в которой появились огрины, стало дополнение к стратегии реального времени Warhammer 40,000: Dawn of War — Warhammer 40,000: Dawn of War – Winter Assault: огрины, которых можно построить в казармах Имперской Гвардии, отличаются низкой точностью стрельбы (но при этом большой убойной силой) и огромной силой атаки в ближнем бою. Также фигурировавшие в последующих дополнениях к Dawn of War, огрины вновь были введены в игру во втором дополнении к сиквелу игры — Warhammer 40,000: Dawn of War II – Retribution. Во всех играх серии огрины занимают нишу, аналогичную таковой в варгейме, представляя собой медленные, но очень стойкие элитные пехотные подразделения, наиболее эффективные в ближнем бою. В каждой из этих игр отряд можно усовершенствовать, добавив к нему сержанта — «костоголового».

## Описание
Согласно сюжету Warhammer 40,000, огрины являются подвидом человека разумного (лат. Homo sapiens giganticus), появившимся в результате мутаций в изолированных популяциях людей, выживших без доступа к медицинским и прочим технологиям на планетах с гораздо большей гравитацией, значительно более высоким содержанием кислорода и неблагоприятными климатическими и экологическими условиями, нежели на Земле (как правило, на холодных планетах-тюрьмах). Для них характерны большой рост (обычно составляющий от 2,5 до 3 метров), очень плотное телосложение и развитая мускулатура. Из-за воздействия неблагоприятной среды на протяжении многих поколений огрины умственно отсталы — их интеллект и уровень психического развития в целом значительно ниже нормальных для человека; ограничивая их возможности, с другой стороны это обусловливает повышенные исполнительность и лояльность к командирам со стороны огринов.
Империум признаёт огринов людьми, что обусловливает их легальное положение в государстве и исключает для них опасность геноцида с имперской стороны. Огромные физическая сила и выносливость, а также природная лояльность и исполнительность делают из огринов превосходных солдат, однако крайне низкие умственные способности существенно ограничивают возможности для их применения. Обычно огрины используются в подразделениях Имперской Гвардии в качестве тяжёлой пехоты, действующей в условиях ближнего боя, и оснащаются тяжёлыми крупнокалиберными автоматическими дробовиками специальной конструкции (называемыми «потрошителями», англ. ripper guns), неподъёмными для обычных пехотинцев и пригодными в том числе для использования в качестве дубин (в некоторых случаях ружья дополнительно оснащаются штык-ножами). Отряд огринов обычно возглавляет так называемый «костоголовый» (англ. Bone'ead; оригинальное название представляет собой игру слов: выражение bonehead, дословно переводящееся как «костяная голова», в разговорной речи используется в значении «тупица») — огрин-сержант, интеллектуальные способности которого были искусственно улучшены путём киборгизации.

### Норк Деддог
Как один из наиболее выдающихся огринов описывается Норк Деддог — единственный представитель этой расы, ставший офицером Имперской Гвардии.
Он был выбран на службу благодаря выдающимся среди огринов способностям — в частности, он мог без затруднений писать своё имя, считать до четырёх, связно говорить и понимать команды с первого раза, что является весьма трудными для огринов задачами. Его выделили из общего потока и подвергли улучшению интеллекта, после чего он попал под командование полковника Грейза, командующего второго катачанского полка, назначившего его своим телохранителем. После нескольких инцидентов, в которых Норк спас жизнь своего командира, полковник стал считать его другом и доверенным человеком. В одном из боёв огрин перетащил поврежденный бронетранспортёр «Химера» через поле битвы, выполняя просьбу полковника принести ему аптечку и не имея возможности добраться до неё. После этого он вынес из поля боя раненного командира, несмотря на огонь противника и многочисленные ранения.